# Festival de la Canción de Benidorm
Il Festival de la Canción de Benidorm, più comunemente Festival de Benidorm, era un festival musicale che si teneva ogni anno in Spagna, a Benidorm, a partire dal 1959 fino al 2006. Vi hanno preso parte come concorrenti, ospiti o compositori, molti dei nomi più noti della musica spagnola. Il festival trae ispirazione dal Festival di Sanremo, uno dei più importanti e longevi festival musicali al mondo.
Tra il 2004 e il 2006 il festival si è evoluto in un festival internazionale pertanto per l'occasione il festival si è chiamato Festival Internacional de la Canción de Benidorm.
Al vincitore del festival spetta come premio la Sirenita de Oro e un premio in denaro da 36 000 euro, mentre al secondo e al terzo classificato spettano rispettivamente la Sirenita de Plata (argento) e quella de Bronce (bronzo).
Il Festival de Benidorm ha avuto il merito di aver lanciato numerosi artisti che si affermarono nel panorama musicale spagnolo come Raphael, il Dúo Dinámico e Julio Iglesias. 

## Storia

### Nascita e primi anni (1959-1971)
L'idea di organizzare un festival della canzone nello stile di quello sanremese nacque in un incontro tenuto nel 1958 all'interno del chiosco El Tío Quico. All'incontro erano presenti il sindaco della città Pedro Zaragoza Orts, lo scrittore e giornalista Carlos Villacorta, il direttore dell'ufficio stampa della Secretaría General del Movimiento e il giornalista Teodoro Delgado Pomata.
La prima edizione del festival si tenne nel luglio 1959 ed è stata organizzata e trasmessa dell'emittente radiotelevisiva Red de Emisoras del Movimiento (REM) presso il Parco Manila nella città di Benidorm.
La meccanica del festival durante le prime edizioni, dal 1959 al 1971, consisteva nel presentare le canzoni in una doppia versione, come era consuetudine nei festival canori dell'epoca. Il trionfo della canzone Un telegrama e il suo enorme successo nella Spagna dell'epoca garantì la continuazione del festival a Benidorm, nonostante alcune città del sud della Spagna si fossero candidate per l'organizzazione di edizioni future. Durante i primi anni si sono susseguiti i più grandi successi della storia del festival, come Comunicando, Tu loca juventud, La vida sigue igual e Amor amargo. È stata inoltre caratterizzata dalla partecipazione di figure emergenti della musica leggera spagnola come Raphael, il Dúo Dinámico, Karina, Julio Iglesias, Bruno Lomas, Joe y Luis, Michel e Los Gritos. Altre apparizioni includevano Karina, Víctor Manuel, Lolita Garrido, Manolo Otero e Rosa Morena.

### Il primo declino negli anni settanta e ottanta (1972-1985)
Le edizioni svoltasi tra il 1972 e il 1985 hanno segnato un certo declino per il festival spagnolo. La stampa ha più volte affermato che la qualità delle canzoni partecipanti al festival era prettamente inferiore rispetto alle edizioni precedenti, infatti, durante questo periodo solo il brano Soledad di Emilio José, vincitore della 15ª edizione, riuscì ad ottenere successo in Spagna, mentre pochi artisti furono effettivamente premiati. La vittoria del festival non aveva più la medesima importanza rispetto agli anni sessanta, infatti molti vincitori dovettero attendere altre occasioni per consacrarsi ed avviare le loro rispettive carriere.
Inoltre, i cambiamenti del panorama musicale ed audiovisivo causato dalla transizione politica nazionale hanno portato a un crescente disinteresse nei confronti del festival che sfociò nella cancellazione di alcune edizioni (come quella del 1979 e 1984), nell'organizzazione di edizioni sperimentali come quelle del 1983 (ad oggi l'unica edizione non competitiva) e del 1985 che provò ad attirare un pubblico più giovane invitando gruppi pop-rock a partecipare come Seguridad Social, Aerolíneas Fedrales e Alphaville. L'esito di queste edizioni non riuscì a suscitare l'interesse del pubblico, con conseguente cancellazione del festival.

### Il ritorno negli anni novanta e la cancellazione (1993-2006)
Dopo una pausa di sette anni, il festival venne nuovamente riorganizzato nel 1993. In questa edizione vennero istituite due categorie divise per la categoria pop-rock e per la musica leggera; ma a partire dall'edizione del 1994 venne nuovamente istituita la vecchia formula con un'unica categoria per le canzoni partecipanti. Dal 2004 il festival si è evoluto in un festival internazionale che ha visto, inoltre la prima vittoria di un brano in lingua inglese. 
Nonostante il taglio "internazionale" del festival, che lo rese tra i più importanti festival europei della musica dopo il Festival di Sopot e l'Eurovision, la risposta della critica e dei mass media rimase negativa o nulla e non si riuscì a suscitare l'interesse del pubblico, il che portò alla cancellazione definitiva del festival. Alcuni artisti che si esibirono in questo periodo sono Esmeralda Grao, Paco Arrojo, Pasión Vega, Luis Livingstone, Mikel Herzog, A las 10 en casa, Dos Puntos, Jesús Cisneros ed Inma Serrano.

#### Benidorm Fest e l'accoppiamento con l'Eurovision Song Contest (2022-presente)
Il 22 luglio 2021, durante una conferenza stampa, l'emittente RTVE ha confermato il ritorno di un festival simile nell'omonima città per il 2022, chiamato Benidorm Fest. Inoltre è stato confermato che, oltre ai premi originali, al vincitore spetterà il diritto di rappresentare la Spagna all'Eurovision Song Contest 2022 in Italia. Da quell'anno al presente il rappresentante spagnolo all'Eurovision Song Contest è decretato attraverso il Benidorm Fest.

## Vincitori
| Anno                                    | Interprete                                                               | Brano                                                                    | Autore/i                                                                 |
| --------------------------------------- | ------------------------------------------------------------------------ | ------------------------------------------------------------------------ | ------------------------------------------------------------------------ |
| 1959                                    | Monna Bell e Juanito Segarra                                             | Un telegrama                                                             | Gregorio García Segura, Alfredo García Segura                            |
| 1960                                    | Arturo Millán                                                            | Comunicando                                                              | Luis Palomar, Manuel López-Quiroga                                       |
| 1961                                    | José Francis                                                             | Enamorada                                                                | Rafael de León, Augusto Algueró                                          |
| 1962                                    | Raphael                                                                  | Llevan                                                                   | Ángel Martínez Llorente, Armando Reguero                                 |
| 1963                                    | Alberto e Rosalía                                                        | La hora                                                                  | Mario Sellés, Miguel Portolés                                            |
| 1964                                    | José Casas e Irán Eory                                                   | Eternidad                                                                | Juan Hernando                                                            |
| 1965                                    | Federico Cabo e Laura                                                    | Tu loca juventud                                                         | Tomás de la Huerta, José Luis Navarro                                    |
| 1966                                    | Alicia Granados e Santy                                                  | Nocturno                                                                 | Jorge Domingo                                                            |
| 1967                                    | Tony Dallara e Bettina                                                   | Entre los dos                                                            | Alfredo Doménech                                                         |
| 1968                                    | Julio Iglesias e Los Gritos                                              | La vida sigue igual                                                      | Julio Iglesias                                                           |
| 1969                                    | Koldo y los Impactos e Mirla Castellanos                                 | Ese día llegará                                                          | Manuel Alejandro                                                         |
| 1970                                    | Joe Louis e Dona Higtower                                                | Tus manos                                                                | José Luis García Gutiérrez                                               |
| 1971                                    | Ely Forcada e Rosana                                                     | Mi rincón                                                                | Mario Sellés, Miguel Portolés                                            |
| 1972                                    | Eduardo Rodrigo                                                          | A María yo encontré                                                      | Eduardo Rodrigo                                                          |
| 1973                                    | Emilio José                                                              | Soledad                                                                  | José Emilio López Delgado                                                |
| 1974                                    | Juan Erasmo Mochi                                                        | Un camino hacia el amor                                                  | Juan Erasmo Mochi                                                        |
| 1975                                    | Juan Camacho                                                             | A ti, mujer                                                              | Juan Pardo, Juan Camacho                                                 |
| 1976                                    | Dyango                                                                   | Si yo fuera él                                                           | Dyango                                                                   |
| 1977                                    | Alfonso Pahino                                                           | Aléjate                                                                  | Manuel de la Calva, Ramón Arcusa, Jesús Gluck                            |
| 1978                                    | Yunque                                                                   | Toro negro                                                               | Manuel Azuaga, Alfonso Bueno Avilés                                      |
| Nessuna organizzazione nel 1979         |                                                                          |                                                                          |                                                                          |
| 1980                                    | Jerónimo                                                                 | Quisiera                                                                 | Jerónimo, Eleuterio Sánchez                                              |
| 1981                                    | José Umbral                                                              | Y te quiero                                                              | Juan L. Angulo, Luis Fierro                                              |
| 1982                                    | Fernando Ubiergo                                                         | Yo pienso en ti                                                          | Fernando Ubiergo                                                         |
| 1983                                    | Edizione non competitiva, pertanto non viene dichiarato nessun vincitore | Edizione non competitiva, pertanto non viene dichiarato nessun vincitore | Edizione non competitiva, pertanto non viene dichiarato nessun vincitore |
| Nessuna organizzazione nel 1984         |                                                                          |                                                                          |                                                                          |
| 1985                                    | Círculo Vicioso                                                          | Portero de noche                                                         | Círculo Vicioso                                                          |
| Nessuna organizzazione dal 1986 al 1992 |                                                                          |                                                                          |                                                                          |
| 1993                                    | El Desierto que Viene                                                    | Tierra del amor                                                          | El Desierto que Viene                                                    |
| 1993                                    | Romero y Sus Amigos                                                      | Sabed amigos                                                             | Pablo Motos                                                              |
| 1994                                    | Esmeralda Grao                                                           | Fuego y miel                                                             | Rosana                                                                   |
| 1995                                    | Tábata Ley                                                               | Sólo amor                                                                | José Manuel Molés                                                        |
| 1996                                    | Malizzia & Malizzia                                                      | Y no puedo más                                                           | Manuel Pruaño, María José Montaño                                        |
| 1997                                    | Diego Daniel                                                             | Soledad (No es estar solo)                                               | Juan J. Reyes Santsella                                                  |
| 1998                                    | Enrique Casellas                                                         | Seguramente                                                              | Enrique Casellas                                                         |
| 1999                                    | Quintaesencia                                                            | De manera espontánea                                                     | Félix Pizarro, Alberto Estébanez                                         |
| 2000                                    | Alazán                                                                   | Alcanzarás la luna                                                       | José Antonio Granados                                                    |
| 2001                                    | Carlos Fénix                                                             | Mi razón de vivir                                                        | Carlos Fénix, Alejandro de Pinedo                                        |
| 2002                                    | Marta Solís                                                              | Vida                                                                     | Marta Solís, Lorenzo Suárez                                              |
| 2003                                    | Carlos Barroso                                                           | Enséñame                                                                 | J. Sempere García                                                        |
| 2004                                    | Guy Swimmer                                                              | Sweet Lady                                                               | Guy Swimmer                                                              |
| 2005                                    | Coral Segovia                                                            | Maldito corazón                                                          | David Santisteban, Marco Dettoni                                         |
| 2006                                    | La Década Prodigiosa                                                     | A ti                                                                     | Santi Villar, David Villar                                               |
| Cancellato a partire dal 2007           |                                                                          |                                                                          |                                                                          |

## Trasmissione
- Red de Emisoras del Movimiento (1959)
- Televisión Española, RTVE (1960-1985, 1997-2005)
- Telecinco (1993-1996)
- Canal 9 (1997-2006)